# Liam Cunningham
Liam Cunningham (Dublín, 2 de juny de 1961) és un actor irlandès. Ha aparegut a diverses pel·lícules, com A Little Princess, Jude, Dog Soldiers o The Wind That Shakes the Barley, però és recentment conegut pel seu paper a la sèrie d'HBO Game of Thrones.

## Carrera professional
Als anys 80 va començar a treballar com electricista, però va decidir provar en el món de l'actuació. Després de treballar en un parell de curts, va rebre un paper per a la seva primera pel·lícula, Into the West. Des d'aleshores Liam va aparèixer en pel·lícules i obres de teatre tant a Irlanda, a la Gran Bretanya com als Estats Units. L'any 2007 l'Acadèmia Irlandesa de Cinema i Televisió va atorgar-li el premi al millor actor secundari per la seva interpretació a la pel·lícula The Wind That Shakes the Barley. Actualment fa de Davos Seaworth des de la segona de Game of Thrones de l'HBO.

## Filmografia
| Any  | Pel·lícula                             | Paper                      | Notes                           |
| ---- | -------------------------------------- | -------------------------- | ------------------------------- |
| 1992 | Public Toilet                          |                            | Curtmetratge                    |
| 1992 | Heaven Only Knows                      | Paul Clarke                | Curtmetratge                    |
| 1992 | Into the West                          | Police Officer             |                                 |
| 1993 | The Sea                                |                            | Curtmetratge                    |
| 1994 | Undercurrent                           | Greg Laughton              |                                 |
| 1994 | War of the Buttons                     | The Master                 |                                 |
| 1995 | La princeseta (A Little Princess)      | Capt. Crewe / Príncep Rama |                                 |
| 1995 | First Knight                           | Sir Agravaine              |                                 |
| 1996 | Jude                                   | Phillotson                 |                                 |
| 1997 | The Doherty Brothers                   | Connor Doherty             | Curtmetratge                    |
| 1997 | The Life of Stuff                      | Alex Sneddon               |                                 |
| 1998 | The Tale of Sweety Barrett             | Detective Bone             |                                 |
| 1999 | A Love Divided                         | Sean Cloney                |                                 |
| 2000 | When the Sky Falls                     | John Cosgrave (The Runner) |                                 |
| 2001 | Revelation                             | Father Ray Connolly        |                                 |
| 2001 | The Island of the Mapmaker's Wife      | John Wyndham               |                                 |
| 2002 | Dog Soldiers                           | Capt. Ryan                 |                                 |
| 2002 | The Abduction Club                     | John Power                 |                                 |
| 2003 | Mystics                                | Sean Foley                 |                                 |
| 2003 | The Crooked Man                        | Hamilton                   |                                 |
| 2004 | The Card Player                        | John Brennan               |                                 |
| 2004 | Screwback                              | Harry                      | Curtmetratge                    |
| 2005 | The League of Gentlemen's Apocalypse   | Director                   |                                 |
| 2005 | Esmorzar a Plutó (Breakfast on Pluto)  | Primer ciclista            |                                 |
| 2006 | The Wind That Shakes the Barley        | Dan                        |                                 |
| 2008 | The Escapist                           | Brodie                     |                                 |
| 2008 | Hunger                                 | Father Dominic Moran       |                                 |
| 2008 | Paris Noir                             | Douglas                    |                                 |
| 2008 | La mòmia: La tomba de l'emperador drac | Mad Dog Maguire            |                                 |
| 2009 | Blood: The Last Vampire                | Michael Harrison           |                                 |
| 2009 | The Tournament                         | Powers                     |                                 |
| 2009 | Perrier's Bounty                       | The Mutt                   |                                 |
| 2009 | Harry Brown                            | Sid Rourke                 |                                 |
| 2010 | Centurion                              | Brick                      |                                 |
| 2010 | Clash of the Titans                    | Solon                      |                                 |
| 2010 | The Whistleblower                      | Bill Hynes                 |                                 |
| 2011 | Pitch Black Heist                      | Liam                       | Curtmetratge Productor executiu |
| 2011 | The Guard                              | Francis Sheehy-Skelfington |                                 |
| 2011 | Black Butterflies                      | Jack Cope                  |                                 |
| 2011 | The Silence of Joan                    | The English Captain        |                                 |
| 2011 | War Horse                              | The Army Doctor            |                                 |
| 2012 | Safe House                             | Alec Wade                  |                                 |
| 2013 | The Numbers Station                    | Grey                       |                                 |
| 2015 | The Childhood of a Leader              | El pare                    |                                 |
| 2017 | 24 Hours to Live                       | Wetzler                    |                                 |
| 2021 | Way Down                               | Walter Moreland            |                                 |
| 2023 | The Last Voyage of the Demeter         | Capità del Demeter         |                                 |